# Благоє Видинич
Благоє Видинич (мак. Благоја Видиниќ; 11 червня 1934 — 29 грудня 2006) — югославський футболіст, воротар, срібний призер чемпіонату Європи 1960 року, чемпіон Олімпійських ігор 1960 року, срібний призер Олімпійських ігор 1956 року.

## Титули і досягнення
Гравець
- Чемпіон Європи (U-18): 1951
- Олімпійський чемпіон: 1960
- Срібний олімпійський призер: 1956
- Віце-чемпіон Європи: 1960
- Володар Кубок Швейцарії: 1964-65

Тренер
- Переможець Кубка африканських націй: 1974